# Oscar Levant
Oscar Levant (ur. 27 grudnia 1906 w Pittsburghu, zm. 14 sierpnia 1972 w Beverly Hills) – amerykański aktor, pianista i kompozytor muzyki filmowej.